# 大湯町
大湯町（おおゆまち）は、かつて秋田県鹿角郡にあった町。現在の鹿角市北東部にあたる。
1956年に十和田町と合併し、十和田町大湯となり消滅した。その後1972年に十和田町が周辺の自治体と再合併して鹿角市の一部となり、大湯町は鹿角市十和田大湯として地名が残っている。

## 沿革

### 前史
- 先史時代 - 少なくとも縄文時代より集落を形成。周辺地域からは縄文土器などが出土し、1931年（昭和6年）には文明の存在を示す大湯環状列石の遺跡が発見されている[1]。
- 中世 - 大湯温泉が開湯され、温泉の保養地として栄える。
- 近世 - 江戸時代は盛岡藩の家老・北氏（大湯南部氏）の治める知行地として、最大で2700石余を領した。

### 近代
- 1889年（明治22年）4月1日 - 町村制施行に伴い、鹿角郡大湯村、草木村が合併し大湯村（おおゆむら）が成立。
- 1928年（昭和3年）11月1日 - 町制施行し大湯町となる。
- 1953年（昭和28年）5月18日 - 二級国道103号・国道104号が町域を通る。
- 1956年（昭和31年）9月30日 - 鹿角郡十和田町と合併し十和田町を新設し消滅。

## 交通
- 二級国道103号
- 二級国道104号

## 施設・旧跡など
- 大湯環状列石
- 大湯温泉

## 著名出身者
- 坂田祐（教育者）
- 奥寺康彦（プロサッカー選手、指導者）